# کریس فریدفینسون
کریس فریدفینسون (انگلیسی: Chris Fridfinnson; ۱۴ ژوئن ۱۸۹۸ – ۱۰ نوامبر ۱۹۳۸) بازیکن هاکی روی یخ ایسلندی‌تبار اهل کانادا بود.